# Cerococcus multipororum
Cerococcus multipororum är en insektsart som beskrevs av Lambdin och Kosztarab 1977. Cerococcus multipororum ingår i släktet Cerococcus och familjen Cerococcidae.
Artens utbredningsområde är Moçambique. Inga underarter finns listade i Catalogue of Life.